# Паркер, Джабари
Джабари Али Паркер (англ. Jabari Ali Parker; родился 15 марта 1995 года в Чикаго, штат Иллинойс, США) — американский профессиональный баскетболист, выступающий за испанский клуб «Барселона». На студенческом уровне выступал за университет Дьюка. На драфте 2014 года был выбран командой «Милуоки Бакс» под общим 2-м номером. Паркер был выдающимся игроком, с его помощью школьная команда Академии Нила Семиона четыре раза подряд выиграла чемпионат штата, а игрок стал игроком года по версии Gatorade и McDonald’s. На первом курсе за Дьюк в сезоне 2013-14 попал в первую сборную All-American, а также был признан первокурсником года по версии USBWA. Его отец — бывший игрок НБА Сонни Паркер.

## Ранние годы
Семья Джабари Паркера обосновалась в округе Саут Сайд, Чикаго с момента его рождения и всё своё детство он провёл там. Отец, Сонни Паркер с 1990 года занимался молодёжным фондом в окрестностях Чикаго. Паркер-младший начал заниматься баскетболом в одной из лиг, которые поддерживались его отцом. Он же был первым тренером Джабари. Первоначально Джабари играл со своим братом Кристианом на площадке около местной церкви в районе Гайд-Парка.
Уже во втором классе он мог играть с пятиклассниками, с которыми соревновался в младших школьных лигах. Двоюродный брат, Джей Паркет тренировал его игре в защите — сам Джабари был в третьем классе, а Джей — в пятом. Иногда Джабари и Кристиан играли всю ночь. В пятом классе Джабари попал в команду восьмого класса, однако из-за условий страховки не выступал. Также в пятом классе Джабари из-за своего роста (183 см) несколько раз приглашали принять участие в программе подготовки защитников в рамках Первого дивизиона NCAA. В шестом классе, когда его рост достигал 188 см, он посетил Симеон и успел поссориться с Дерриком Роузом. Паркер начал посещать школу Роберта Блэка, а также выбрал Академию Симеон, где ранее обучались такие игроки как Роуз, Ник Андерсон, Бен Уилсон, Бобби Симмонс и Деон Томас. Также в Симеоне учились две старшие сестры Паркера. Однако сам Джабари говорил, что выбрал Симеон как площадку для достижения чего-то большего в баскетболе. После окончания начальной школы он получил приглашение от Ассоциации игроков НБА для участия в летнем лагере, куда приглашались 100 лучших учеников США. В итоге Джабари согласился. К этому времени рост игрока достигал 193 см.

## Средняя школа

### Первый год
Паркер стал первым новичком Симеона, который начал играть в стартовом составе. За сезон он набирал в среднем за матч 9,3 очка, совершал 5 подборов и отдавал 3 результативные передачи. При этом его класс стал чемпионом штата с разницей побед и поражений 25-9. К концу сезона игроку пришло множество приглашений из колледжей, в том числе Иллинойса, Канзаса, Де Поля, Питтсбурга, Северо-Западного университета, Флориды, Вашингтона, Бригама Янга и Орегона. Интерес к игроку проявили также Кентукки, Дьюк и Северная Каролина. По версии ESPN HS, Паркер стал лучшим новичком 2010 года. По версии MaxPreps.com игрок попал во вторую сборную новичков All-American.

### Второй год

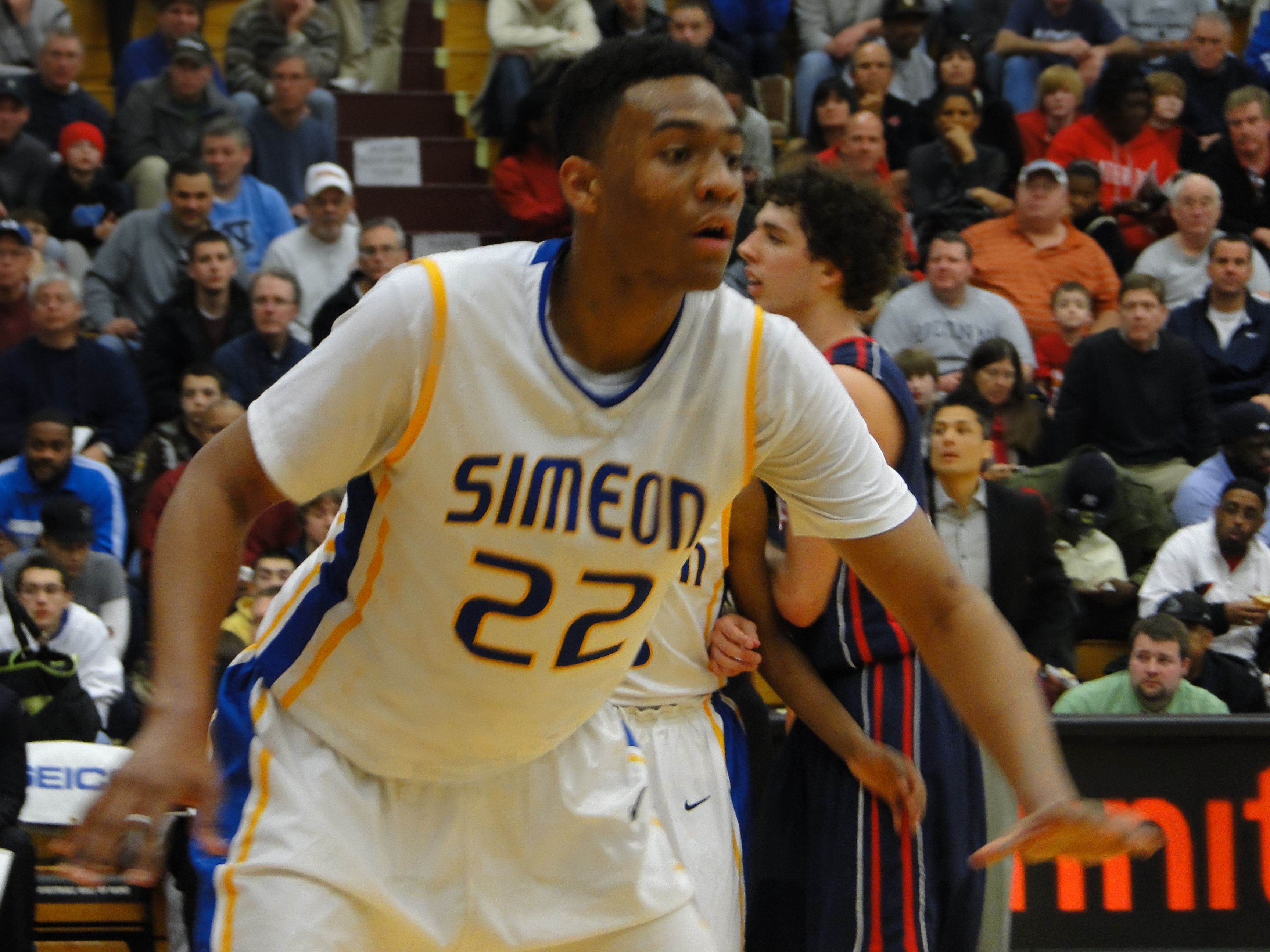
Паркер в январе 2011

На втором году обучения Паркер помог своей команде попасть в пятёрку сильнейших в США.
В сезоне он в среднем за матч набирал 15,3 очка и совершал 5,9 подборов, а его команда стала чемпионом штата с показателем побед и поражений 30-2. По признанию Chicago Tribune, игрок попал во вторую сборную штата а Chicago Sun-Times вместе с Райаном Боатрайтом, Трэйси Абрамсом, Дэвидом Соболевски и Франком Камински включила его в первую сборную штата. Ассоциация баскетбольных тренеров Иллинойса включила в число лучших игроков своего класса эту пятерку, а также Уэйна Блэксхира, Джонни Хилла, Майка Шоу, Нганну Эгву, Сэма Томпсона, Энтони Дэвиса и Мичела Генри. Паркер также получил от ESPN HS титул лучшего игрока своего класса 2011 года. По версии MaxPreps.com Паркер попал в первую команду 2010-11 All-American.

### Третий год
Перед началом нового учебного года в июле 2011 года Паркер принял участие в подготовке при Академии Леброна Джеймса, а также получил приглашение принять участие в ежегодном соревновании Nike Global Challenge, который проходил 5-7 августа. На турнире он был выбран лучшим игроком.
В сезоне Паркер установил рекорд Симеона по очкам, набранным в одной игре (40) за 21 минуту на площадке. Кроме того, он совершил 16 подборов и сделал 6 блок-шотов. По итогам сезона игрок получил приглашения от Дьюка, Канзаса, Бригама Янга, Кентукки, Северной Калифорнии и других. 17 февраля Паркер вместе с Симеоном выиграли турнир Общественной лиги, победив в финале школу Кьюри со счётом 53-49. Полуфиналы и финал транслировались на ESPN3.
Матч, который проходил 6 марта, посетили тренеры Том Иццо, Тад Матта, Брюс Уэбер, Майк Кшижевски. Кроме того, на матче присутствовал мэр Чикаго Эммануэль Рам и его помощники. Матч закончился победой Симеона со счетом 52-42, а Паркер стал лучшим бомбардиром команды, набрал 18 очков и совершил 6 подборов. За несколько дней до Финала четырёх Паркер заявил, что несмотря на то, что тренер Уэбер был уволен, он продолжает интересоваться школами и академиями Иллинойса. 17 марта в финальной игре Паркер набрал 15 очков, а команда победила Провизо Ист со счётом 50-48. Итоговое соотношение побед и поражений Симеона в этом году составляло 33-1. В среднем за матч сезона Паркер набирал 19,5 очка, совершал 8,9 подбора, отдавал 4,9 передачи, совершал 3,3 блок-шота и 1,4 перехвата, по другим данным его статистика составила 20,4 очка, 9,2 подбора, 5,1 передачу, 3,4 блок-шота, 1,5 перехвата, процент попаданий с игры составлял 55, 39 — с трёхочковой дистанции и 72 — с линии штрафного броска. По итогам сезона в мае выпуск Sports Illustrated вышел со статьёй «Лучший игрок уровня средней школы после Леброна Джеймса… Джабари Паркер. Но есть что-то большее, чем выступления в НБА — это — его Вера». В статье рассказывалось о его скромности и конфликтным решением посвятить себя Церкви и стать миссионером. Паркер объявил, что к концу лета планирует съездить на просмотр в пять лучших колледжей.
За этот период карьеры игрок получил несколько наград. Газета Chicago Sun-Times вместе с Окафором, Кейтом Картером, Дариусом Полом и Фредом Ванвлитом включила его в символическую сборную штата. Также вместе с Ванвлитом, Картером, Тейлором и Малкольмом Хиллом игрок был выбран в первую сборную штата, которую составлял Associated Press. Газета Chicago Tribune включила его в первую команду, в которую также вошли Картер, Аарон Симпсон, Тейлор и Ванвлит. В 2012 году получил награду лучшему игроку штата Иллинойс по версии Gatorade. Chicago Tribune также наградила игрока титулом Мистер Баскетбол штата Иллинойс, а Джабари стал первым за 32-летнюю историю награждения в штата игроком, который не представлял выпускной класс. Газета в данном случае ориентировалась на решение ассоциации баскетбольных тренеров штата. 12 апреля было объявлено о том, что Паркер стал обладателем титула Лучший игрок года по версии Gatorade, а награду ему вручал бывший игрок НБА Алонзо Моурнинг, который прибыл в его школу по специальному приглашению. Паркер стал четвёртым игроком в истории вручения этого приза на третьем году обучения, ранее награду получали лишь Леброн Джеймс, Грег Оден и Брэндон Найт. В национальном голосовании на звание Мистер баскетбол США, организованном ESPN HS, Паркер проиграл только Мухаммаду. Только эти два игрока оценивались в каждой категории. Однако Паркер был выбран ESPN HS и MaxPreps.com как Лучший игрок третьего года в США. Также он был выбран в первую сборную ESPN на уровне школ All-American. В сборную также попали Кайл Андерсон, Маркус Смарт, Шабазз Мухаммад и Нерленс Ноэль. USA Today включила игрока в первую сборную США (USA Today All-USA). SLAM Magazine включил игрока в первую сборную вместе с Андерсоном, Мухаммадом, Ноэлем и Исайей Остином.

### Четвертый год
Летом 2012 года Паркер рассматривался как лучший игрок США на своей позиции, однако получил травму, из-за чего пропустил несколько игр в рамках чемпионата мира 2012 года для юношей не старше 17 лет. В итоге, сборная завоевала золотые медали, а титул MVP получил Окафор. Паркер стал одним из десяти лучших игроков США по версии USA Today, а MaxPreps.com перед началом сезона назвала его № 1.
20 декабря 2012 года Паркер выбрал Университет Дьюка.
На четвёртом году обучения Паркер в составе Симеона играл в шести выставочных матчах, которые проводились в других регионах страны. Три из них показывались на национальном телевидении при поддержке сети ESPN.
Симеон с Паркером выиграл четвёртый подряд титул чемпиона, одержав в финале победу над школой Адлай Стивенсона, повторив рекорд школы Мануал. В финальном матче Паркер набрал 20 очков и совершил 8 подборов, а также стал вторым игроком в истории штата Иллинойс (после Серджио Макклэйна), который выступал в старте во всех четырёх победных матчах. Симеон окончил турнир с разницей побед и поражений 30-3.

## Колледж
17 апреля Паркер в автобиографическом интервью газете Sports Illustrated объявил о том, что будет выставлять свою кандидатуру на Драфт НБА 2014 года. Для этого он подписал контракт со спортивным агентом Ричем Полом, известным по работе с Леброном Джеймсом. Паркер (вместе с Уиггинсом и Джоэлом Эмбиидом) решил отказаться от участия в ежегодном шоу NBA Draft Combine. 26 июня Паркер под 2-м номером был выбран на драфте командой «Милуоки Бакс». Незадолго до драфта Паркер стал вторым его участником, у которого был включенный контракт с Jordan Brand.

## Международная карьера
В октябре 2010 года Паркер был выбран для участия в команде развития сборной США на 2011-12, для чего был организован специальный лагерь. Участники лагеря автоматически получали приглашение в сборную, которая 10-18 июня 2011 года отбиралась для участия в матчах ФИБА до 16 лет. Подготовка проходила в Американском центре подготовки олимпийцев в Колорадо-Спрингс. Паркер был в команде одним из четырёх представителей Чикаго. Игрок стал MVP на чемпионате Америки ФИБА 2011 года до 16 лет, а вместе со сборной завоевал «золото». Это позволило сборной США отобраться на чемпионат мира ФИБА для юношей не старше 17 лет, который проходил в 2012 году. Команда, которой руководил Дон Шоуолтер из средней школы Мид-Прэйр, в каждой встрече набирала более 100 очков. Паркер отметился лучшим достижением на турнире, набрав в одном матче 27 очков. В декабре 2011 года игрок стал Атлетом года по версии Федерации баскетбола США. Кроме того, он стал самым молодым победителем турнира от США. При вручении награды, которую вручал мэр Чикаго Рам Эмануэль, Паркер сказал: «Надеюсь, что меня не освистают».
Паркер был выбран для участия в чемпионате мира ФИБА 2012 года для юношей до 17 лет в Каунасе, Литва, который проходил с 29 июня по 8 июля. Паркер также выступал на турнире вместе с двумя своими одноклубниками. Сборная завоевала «золото», однако Паркер из-за повреждения лодыжки пропустил несколько игр, в том числе полуфинал.

## Стиль и особенности игры
Джабари Паркера по манере игры часто сравнивают с Дерриком Роузом. Игра Роуза против команды Оак Хилл с Брендоном Дженнингсом, Ноланом Смитом и Алексом Легионом на канале ESPN стала своего рода его «визитной карточкой».
Хотя чаще всего Паркера сравнивают с Роузом, иногда встречаются сравнения с Грантом Хиллом и Полом Пирсом. Dime Magazine описывает его как «Грант Хилл с броском в прыжке». Паркер также взял за основу игру Пола Пирса и Кармело Энтони. Он надеется стать лучшим игроком школьного уровня в истории Чикаго и утверждает, что «сравнение с Дерриком также заводит меня. Я знаю, что теперь должен играть лучше, чем он и бить его рекорды, если я хочу быть лучшим в Чикаго. Я смотрю вперед и вижу игроков, на которых могу равняться».
В Sports Illustrated появилась статья с названием, в котором сравниваются Паркер и Леброн Джеймс. Журналисты из Sporting News утверждали: «хотя Паркер — редкий талант, он не затмит Грега Одена, и так и останется лучшим игроком школы после Одена». Также отмечается, что по сравнению с Леброном, Паркер недостаточно развит физически (если сравнивать их в одном возрасте). Обозреватель CBS Sports Джефф Борзелло также отмечает, что с выпуска Джеймса в 2003 году оба лучших игрока уровня школ — Дуайт Ховард (2004) и Грег Оден (2006) были лучшими, а Паркер вряд ли сможет быть лучше даже Одена. Также CBS отмечает, что Паркер «вряд ли даже лучший игрок школ в США, лучший прогрессирующий игрок 2014 года — это Эндрю Уиггинс». Журналист Chicago Tribune Майк Хелфгот описывает сравнение, представленное Sports Illustrated как «жутко безответственная журналистика» и отмечает, что в период его работы в Star-Ledger «новым Леброном» называли Деррика Карактера.
Завоевав подряд четыре чемпионства с Симеоном, Паркер с командой сравнивались с Макклэйном. Journal Star подчеркивала, что Макклэйн выходил в старте с результатом 32-0, а период 1994-97 был у него разделен на два разных класса. Кроме того, его команда выступала в восьмираундовом турнире вместо существующего сейчас семираундового. На послематчевой конференции тренер Симеона Смит подчеркнул, что его команда вынуждена была подчиниться национальному регламенту и играть с элитными командами, в том числе с далёкими выездами. Во время выступлений Роуза команда Симеона только дважды становилась чемпионом. Показатели Паркера 55-11 в первый год обучения в средней школе, 33-1 на втором году, 30-3 в выпускном классе в сумме дают 118-15, что сравнимо с показателями Роуза (120-12).

## Личная жизнь

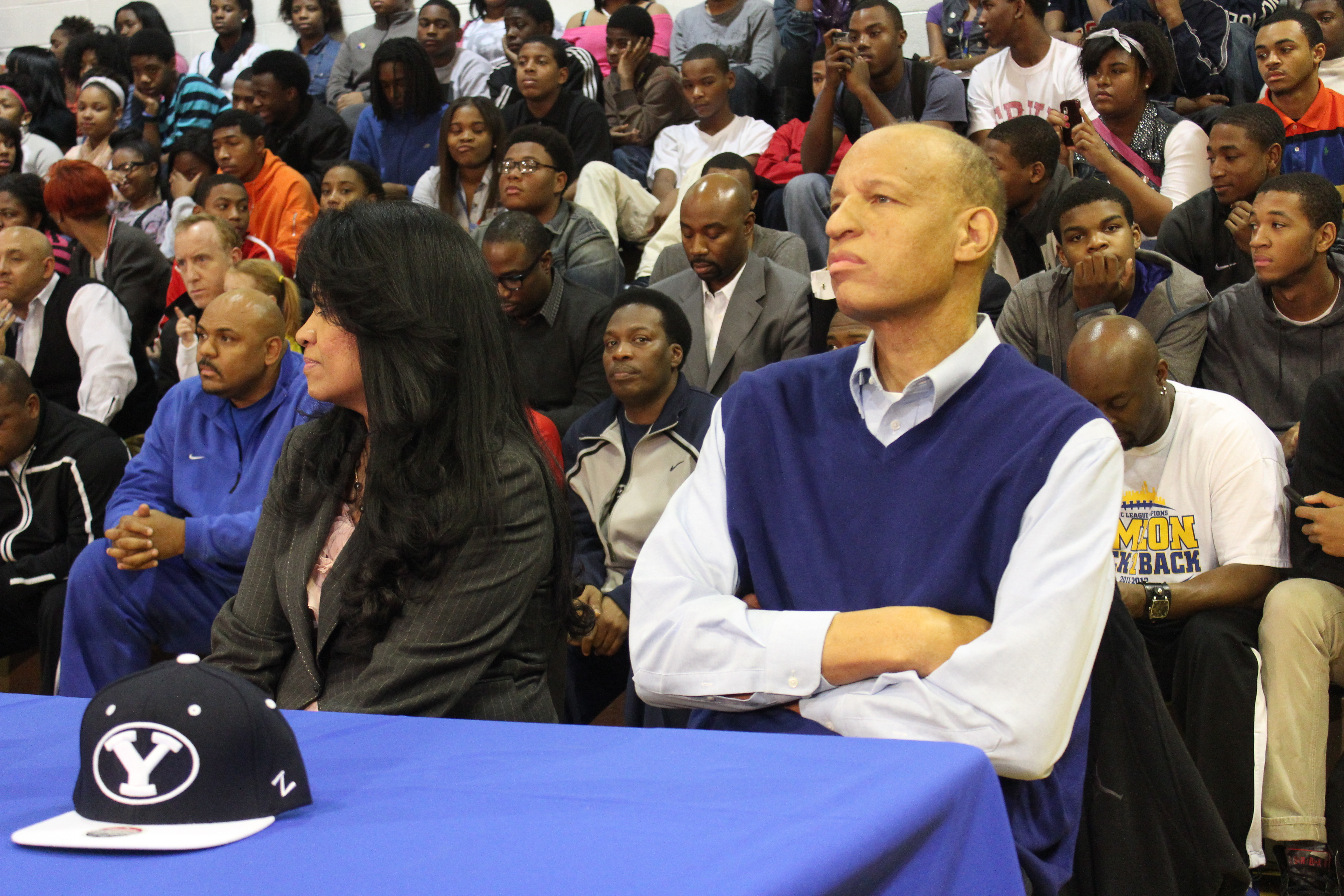
Родители, Сонни и Лола в Дьюке 20 декабря 2012 года

У Паркера — тонганские и афроамериканские предки. Его мать, Фолола (Лола) Финау-Паркер и Сонни Паркер. Отец родился в Чикаго, на уровне колледжей выступал за Техасский университет A&M, а затем был выбран в первом раунде драфта 1976 года под 17-м номером командой «Голден Стэйт Уорриорз». В НБА он провёл шесть сезонов, играл в одной команде вместе с главным тренером Вашингтонского университета Лоренцо Рамаром. В 2013 году у него начала развиваться болезнь почек, требовался диализ, поэтому он не смог посещать все игры с участием Джабари. Мать игрока, Лола, полинезийка с островов Тонга, последовательница церкви Иисуса Христа Святых последних дней в возрасте трёх лет эмигрировала в Солт-Лейк Сити. Её дед был вторым тонганийцем, крещенным миссионерами из этой церкви. Некоторые из двоюродных братьев Лолы выступают в НФЛ: Харви Унга, Халоти Нгата and Тони Моэки. Родители познакомились в торговом центре, когда мать была студенткой университета Бригама Янга, а отец играл за «Уорриорз». После того, как Лола помогла выбрать нужную вещь, Сонни презентовал ей билеты на матч НБА. После завершения карьеры отец приступил к руководству общественной организацией, женился, а семья поселилась в Чикаго.
У Паркеров родилось шесть детей. Его старшие братья — Дэррил и Кристиан, сёстры — Иман и Тила. Дэррил два года играл за Орегон, начав карьеру с турнира первого дивизиона NCAA в 1995 году. Кристиан также играл в баскетбол, выступал за университат Бригама Янга (Гавайи).
Джабари также, как и его родители, является последователем церкви Иисуса Христа Святых последних дней. Во время обучения в Академии Симеон Паркер дважды или трижды в неделю посещал семинарию. Когда ему исполнилось шестнадцать, он стал священником как и требовала его вера. Он занимался таинствами своей церкви, крестил людей. К тому же Паркер регулярно посещал своего епископа, работал с больными, бедными и стариками.
Паркер работал с баскетбольным тренером Тимом Гровером. Джабари предпочитал индивидуальные тренировки с братом Дэррилом. На втором году обучения в средней школе ESPN посчитала, что средний балл Джабари составлял 3,4. К концу первого семестра третьего года обучения The New York Times посчитала, что он повысился до 3,7. К апрелю он вновь упал до 3,63 — 18-й результат в классе из 377 учеников. Кроме учёбы Джабари принимал участие во внеклассной работе, работал представителем в совете школы, инструктором по молодёжному баскетболу, волонтёром в организациях Operation PUSH, Армии спасения и Церкви Нового Начала. В старшей школе Джабари можно было отличить по большому рюкзаку с баскетбольной экипировкой, iPod-ом и Книгой Мормона.

## Профессиональная карьера

### Милуоки Бакс (2014—2018)

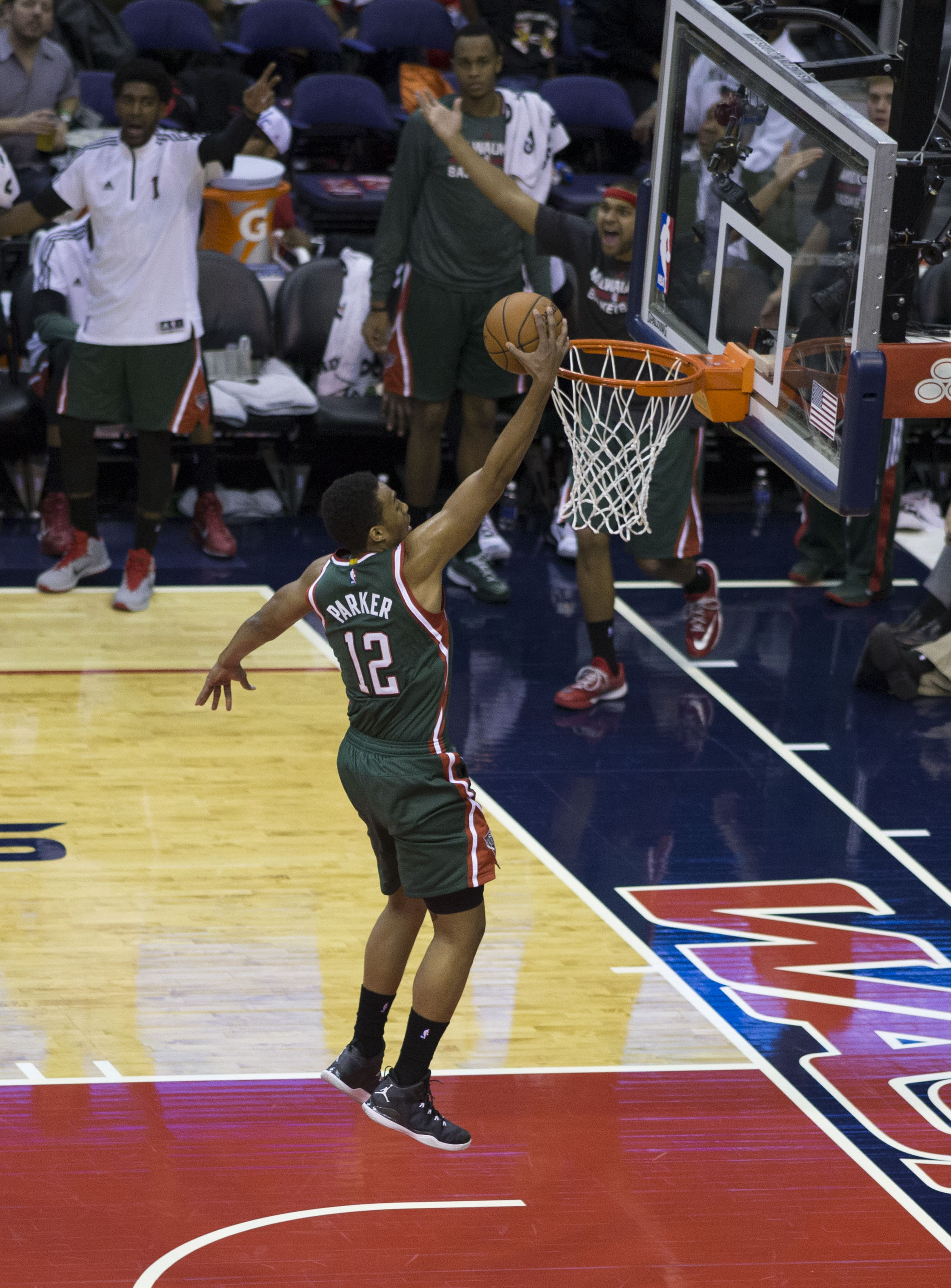
Паркер набирает очки в матче против «Вашингтон Уизардс» в 2014 году

17 апреля Паркер заявил, что выставляет свою кандидатуру на Драфт НБА 2014 года, о чем поведал в эксклюзивному интервью журналу Sports Illustrated. Игрок подписал соглашение с агентом Ричем Полом, однако другие издания, такие как SLAM Magazine, предполагали, что его агентом станет Би Джей Армстронг. Паркер отказался от участия в шоу перед драфтом NBA Draft Combine. 26 июня Паркер был выбран под 2-м номером командой «Милуоки Бакс». За несколько дней до драфта игрок подписал контракт с производителем обуви Jordan Brand.
9 июля 2014 года Паркер подписал контракт с «Бакс» и присоединился к команде в Летней лиге НБА 2014 года. Обзоры на официальном сайте NBA.com в разделе «Новички» рассматривали Паркера как претендента на титул Новичка года в НБА, а также предрекали успешную карьеру в лиге.
29 октября 2014 года Паркер дебютировал в НБА в матче открытия сезона против «Шарлотт Хорнетс». За 37 минут в стартовом составе набрал 8 очков, совершил 4 подбора, отдал одну передачу и совершил перехват, однако команда проиграла в овертайме со счётом 108–106. Через два дня в первом домашнем матче набрал дабл-дабл с 11 очками и 10 подборами против «Филадельфии». 19 ноября записал на свой счёт лучший в сезоне показатель по набранным очкам (23), а команда в трёх овертаймах победила «Бруклин Нетс» со счётом 122—118. Паркер дважды - в октябре и ноябре выбирался лучшим новичком Восточной конференции. 15 декабря Паркер закончил выступления в сезоне из-за травмы, после матча против «Финикс Санз» у него было диагностирован разрыв передней крестообразной связки.
Восстановление от травмы растянулось и на начало сезона 2015–16 в НБА. Игрок вернулся на площадку в пятом матче сезона - 4 ноября в матче против «Филадельфии», однако набрал всего два очка за 16 минут на площадке. Для того, чтобы набрать форму и не повредить восстановлению, игрок не принимал участия во вторых матчах с клубами в серии дома-в гостях. Несмотря на это, после пяти матчей он заработал растяжение и пропустил одну игру. На следующей неделе вышел на замену О Джей Мейо, который занял его место в стартовой пятёрке. 12 декабря Паркер набрал 19 очков, совершил 7 подборов и два перехвата в мачте против «Голден Стэйт», в котором команда прервала 24-х матчевую победную серию. 27 января 2016 года получил возможность выступить в Матче новичков НБА в рамках звёздного уик-энда. 19 февраля набрал лучший в карьере показатель по набранным очкам (23), однако команда проиграла «Шарлотт Хорнетс». Уже в следующей игре улучшил показатели и совершил дабл-дабл (28 очков и 13 подборов) в матче с двумя овертаймами, в котором его клуб победил «Атланту» со счётом 117–109. 29 февраля Паркер набрал лучший в карьере показатель в 36 очков, а команда со счётом 128–121 обыграла «Хьюстон Рокетс».

### Чикаго Буллз (2018—2019)
14 июля 2018 года Паркер подписал двухлетний контракт на сумму $40 млн. с «Чикаго Буллз». Дебютировал за «быков» 18 октября, набрал 15 очков и совершил 5 подборов против «Филадельфии». Через четыре дня набрал лучшие в сезоне 20 очков в матче против «Даллас Маверикс». 21 ноября совершил дабл-дабл с 20 очками и 13 подборами в матче против «Финикс Санз», однако остановился всего лишь в двух результативных передачах от первого в карьере трипл-дабла. В начале декабря после того, как Фреда Хойберга на посту главного тренера сменил Джим Бойлен, «быки» исключили Паркера из ротации и он перестал выходить на площадку. К тому же, после нескольких недель на скамейке, в строй вернулся Бобби Портис. 29 января Паркер набрал 22 очка в матче против «Бруклин Нетс».

### Вашингтон Уизардс (2019)
6 февраля 2019 года Паркер вместе с Бобби Портисом был обменян в «Вашингтон Уизардс» на пик второго раунда 2023 года и Отто Портера.

### Атланта Хокс (2019—2020)
11 июля 2019 года Джабари подписал контракт с клубом «Атланта Хокс».

### Сакраменто Кингз (2020—2021)
6 февраля 2020 года Паркер был обменян вместе с Алексеем Ленем в команду «Сакраменто Кингз» в обмен на Дуэйна Дэдмона, выбор второго раунда драфта  2020 года и выбор второго раунда драфта 2021 года.
25 марта 2021 года Паркер был отчислен «Кингз».

### Бостон Селтикс (2021—2022)
16 апреля 2021 года Паркер подписал контракт с «Бостон Селтикс». В своем дебюте в составе «Селтикс» Паркер набрал 11 очков за 16 минут. В дальнейшем он сыграл в 4 из оставшихся 11 матчей. В серии первого раунда против «Бруклин Нетс» он набирал в среднем 8,5 очка за 14,8 минут игры.
17 октября 2021 года Паркер был отчислен «Селтикс», но через три дня после драфта отказов клуб вновь подписал с Паркером контракт. 7 января 2022 года Паркер был вновь отчислен «Селтикс».

### Барселона (2023—2025)
30 июня 2023 года Паркер был включен в состав команды «Милуоки Бакс», выступающей в летней лиге.
7 августа 2023 года Паркер подписал однолетний контракт с клубом Евролиги «Барселона», успешно пройдя медицинское обследование в клубе.
16 апреля 2024 года Паркер продлил контракт с клубом до 2026 года.
23 июня 2025 года Барселона официально рассталась с Джабари Паркером.

## Статистика

### Статистика в НБА
| Сезон   | Команда    | Регулярный сезон | Регулярный сезон          | Регулярный сезон         | Регулярный сезон         | Регулярный сезон                      | Регулярный сезон                   | Регулярный сезон            | Регулярный сезон           | Регулярный сезон              | Регулярный сезон              | Регулярный сезон         | Серия плей-офф  | Серия плей-офф            | Серия плей-офф           | Серия плей-офф           | Серия плей-офф                        | Серия плей-офф                     | Серия плей-офф              | Серия плей-офф             | Серия плей-офф                | Серия плей-офф                | Серия плей-офф           |
| Сезон   | Команда    | Сыгранные матчи  | Матчи в стартовой пятёрке | Количество минут за игру | Процент попаданий с игры | Процент попадания трёхочковых бросков | Процент попадания штрафных бросков | Количество подборов за игру | Количество передач за игру | Количество перехватов за игру | Количество блок-шотов за игру | Количество очков за игру | Сыгранные матчи | Матчи в стартовой пятёрке | Количество минут за игру | Процент попаданий с игры | Процент попадания трёхочковых бросков | Процент попадания штрафных бросков | Количество подборов за игру | Количество передач за игру | Количество перехватов за игру | Количество блок-шотов за игру | Количество очков за игру |
| ------- | ---------- | ---------------- | ------------------------- | ------------------------ | ------------------------ | ------------------------------------- | ---------------------------------- | --------------------------- | -------------------------- | ----------------------------- | ----------------------------- | ------------------------ | --------------- | ------------------------- | ------------------------ | ------------------------ | ------------------------------------- | ---------------------------------- | --------------------------- | -------------------------- | ----------------------------- | ----------------------------- | ------------------------ |
| 2014/15 | Милуоки    | 25               | 25                        | 29,5                     | 49,0                     | 25,0                                  | 69,7                               | 5,5                         | 1,7                        | 1,2                           | 0,2                           | 12,3                     | Не участвовал   | Не участвовал             | Не участвовал            | Не участвовал            | Не участвовал                         | Не участвовал                      | Не участвовал               | Не участвовал              | Не участвовал                 | Не участвовал                 | Не участвовал            |
| 2015/16 | Милуоки    | 76               | 72                        | 31,7                     | 49,3                     | 25,7                                  | 76,8                               | 5,2                         | 1,7                        | 0,9                           | 0,4                           | 14,1                     | Не участвовал   | Не участвовал             | Не участвовал            | Не участвовал            | Не участвовал                         | Не участвовал                      | Не участвовал               | Не участвовал              | Не участвовал                 | Не участвовал                 | Не участвовал            |
| 2016/17 | Милуоки    | 51               | 50                        | 33,9                     | 49,0                     | 36,5                                  | 74,3                               | 6,2                         | 2,8                        | 1,0                           | 0,4                           | 20,1                     | Не участвовал   | Не участвовал             | Не участвовал            | Не участвовал            | Не участвовал                         | Не участвовал                      | Не участвовал               | Не участвовал              | Не участвовал                 | Не участвовал                 | Не участвовал            |
| 2017/18 | Милуоки    | 31               | 3                         | 24,0                     | 48,2                     | 38,3                                  | 74,1                               | 4,9                         | 1,9                        | 0,8                           | 0,3                           | 12,6                     | 7               | 0                         | 23,9                     | 45,2                     | 31,6                                  | 61,5                               | 6,1                         | 1,4                        | 1,0                           | 0,6                           | 10,0                     |
| 2018/19 | Чикаго     | 39               | 17                        | 26,7                     | 47,4                     | 32,5                                  | 73,1                               | 6,2                         | 2,2                        | 0,6                           | 0,4                           | 14,3                     | Не участвовал   | Не участвовал             | Не участвовал            | Не участвовал            | Не участвовал                         | Не участвовал                      | Не участвовал               | Не участвовал              | Не участвовал                 | Не участвовал                 | Не участвовал            |
| 2018/19 | Вашингтон  | 25               | 0                         | 27,3                     | 52,3                     | 29,6                                  | 68,4                               | 7,2                         | 2,7                        | 0,9                           | 0,6                           | 15,0                     | Не участвовал   | Не участвовал             | Не участвовал            | Не участвовал            | Не участвовал                         | Не участвовал                      | Не участвовал               | Не участвовал              | Не участвовал                 | Не участвовал                 | Не участвовал            |
| 2019/20 | Атланта    | 32               | 23                        | 26,2                     | 50,4                     | 27,0                                  | 73,6                               | 6,0                         | 1,8                        | 1,3                           | 0,5                           | 15,0                     | Не участвовал   | Не участвовал             | Не участвовал            | Не участвовал            | Не участвовал                         | Не участвовал                      | Не участвовал               | Не участвовал              | Не участвовал                 | Не участвовал                 | Не участвовал            |
| 2019/20 | Сакраменто | 6                | 0                         | 13,4                     | 58,3                     | 25,0                                  | 88,9                               | 3,8                         | 1,7                        | 0,5                           | 0,2                           | 8,5                      | Не участвовал   | Не участвовал             | Не участвовал            | Не участвовал            | Не участвовал                         | Не участвовал                      | Не участвовал               | Не участвовал              | Не участвовал                 | Не участвовал                 | Не участвовал            |
| 2020/21 | Сакраменто | 3                | 0                         | 9,1                      | 57,1                     | 0,0                                   | -                                  | 2,0                         | 0,3                        | 0,0                           | 0,3                           | 2,7                      | Не участвовал   | Не участвовал             | Не участвовал            | Не участвовал            | Не участвовал                         | Не участвовал                      | Не участвовал               | Не участвовал              | Не участвовал                 | Не участвовал                 | Не участвовал            |
| 2020/21 | Бостон     | 10               | 0                         | 13,8                     | 54,2                     | 20,0                                  | 76,9                               | 3,6                         | 1,0                        | 0,1                           | 0,4                           | 6,4                      | 4               | 0                         | 14,8                     | 61,9                     | 40,0                                  | 75,0                               | 3,8                         | 0,5                        | 0,0                           | 0,8                           | 8,5                      |
| 2021/22 | Бостон     | 12               | 0                         | 9,4                      | 47,4                     | 50,0                                  | 100,0                              | 2,3                         | 0,5                        | 0,3                           | 0,1                           | 4,4                      | Не участвовал   | Не участвовал             | Не участвовал            | Не участвовал            | Не участвовал                         | Не участвовал                      | Не участвовал               | Не участвовал              | Не участвовал                 | Не участвовал                 | Не участвовал            |
|         | Всего      | 310              | 190                       | 27,5                     | 49,4                     | 32,6                                  | 74,3                               | 5,5                         | 2,0                        | 0,9                           | 0,4                           | 14,1                     | 11              | 0                         | 20,6                     | 49,4                     | 33,3                                  | 66,7                               | 5,3                         | 1,1                        | 0,6                           | 0,6                           | 9,5                      |

### Статистика в колледже
| Сезон                                                                                   | Команда | GP | GS | MPG  | FG%  | 3P%  | FT%  | RPG | APG | SPG | BPG | PPG  |  |
| --------------------------------------------------------------------------------------- | ------- | -- | -- | ---- | ---- | ---- | ---- | --- | --- | --- | --- | ---- |  |
| 2013/14                                                                                 | Дьюк    | 35 | 35 | 30,7 | 47,1 | 35,8 | 74,8 | 8,7 | 1,2 | 1,1 | 1,2 | 19,1 |  |
|                                                                                         | Всего   | 35 | 35 | 30,7 | 47,1 | 35,8 | 74,8 | 8,7 | 1,2 | 1,1 | 1,2 | 19,1 |  |
| Наведите курсор мыши на аббревиатуры в заголовке таблицы, чтобы прочесть их расшифровку |         |    |    |      |      |      |      |     |     |     |     |      |  |